# Вигода (Копичинецька міська громада)
Ви́года — село в Україні, у Копичинецькій міській громаді Чортківського району Тернопільської області. Населення — 181 особа (2001).

## Історія
До 2018 року підпорядковувалося Гадинківській сільській раді. До села приєднано хутір Заремба.
30 липня 2018 року, в ході децентралізації, село увійшло до складу Копичинецької міської громади.
12 червня 2020 року, відповідно до розпорядження Кабінету Міністрів України № 724-р «Про визначення адміністративних центрів та затвердження територій територіальних громад Тернопільської області» увійшло до складу Копичинецької міської громади .
19 липня 2020 року, в результаті адміністративно-територіальної реформи та ліквідації Гусятинського району, село увійшло до складу новоутвореного Чортківського району.

## Політика

### Парламентські вибори, 2019
На позачергових парламентських виборах 2019 року у селі функціонували 2 окремі виборчі дільниці № 610207 і 610218, розташовані у приміщенні клубу.
Результати
- зареєстровано 183 виборці, явка 62,30%, найбільше голосів віддано за «Слугу народу» — 37,17%, за Всеукраїнське об'єднання «Батьківщина» — 23,01%, за Радикальну партію Олега Ляшка — 8,85%.[4] В одномандатному окрузі найбільше голосів отримав Ігор Сопель (Слуга народу) — 29,73%, за Миколу Люшняка (самовисування) і Володимира Бліхаря (Всеукраїнське об'єднання «Батьківщина») — по 24,32%[5].

## Населення

### Мова
Розподіл населення за рідною мовою за даними перепису 2001 року:
| Мова       | Кількість | Відсоток |
| ---------- | --------- | -------- |
| українська | 317       | 100%     |

## Релігія
У селі діє церква Зіслання Святого Духа (2009) та церква на хуторі Заремба (2002).

## Соціальна сфера
- Крамниці;
- клуб;
- бібліотека.

## Транспорт
Через село проходить залізниця, на якій знаходиться станція Вигнанка. Звідси курсують приміські поїзди сполученням Тернопіль —Чортків.

## Відома особа

### Працював
- Пшоняк Іван Миколайович — журналіст, фотохудожник.

## Галерея

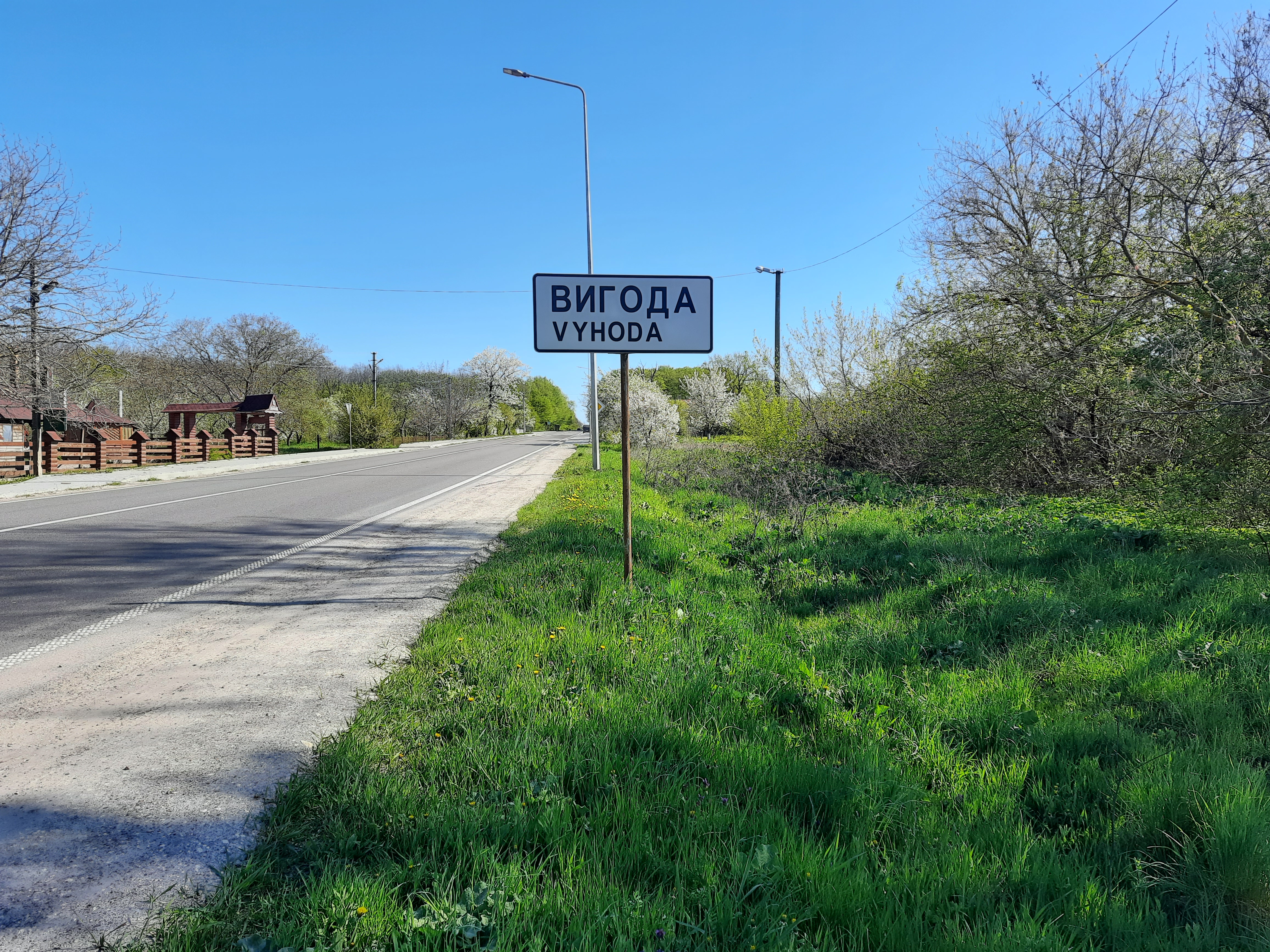
Дорожній знак при в'їзді в село
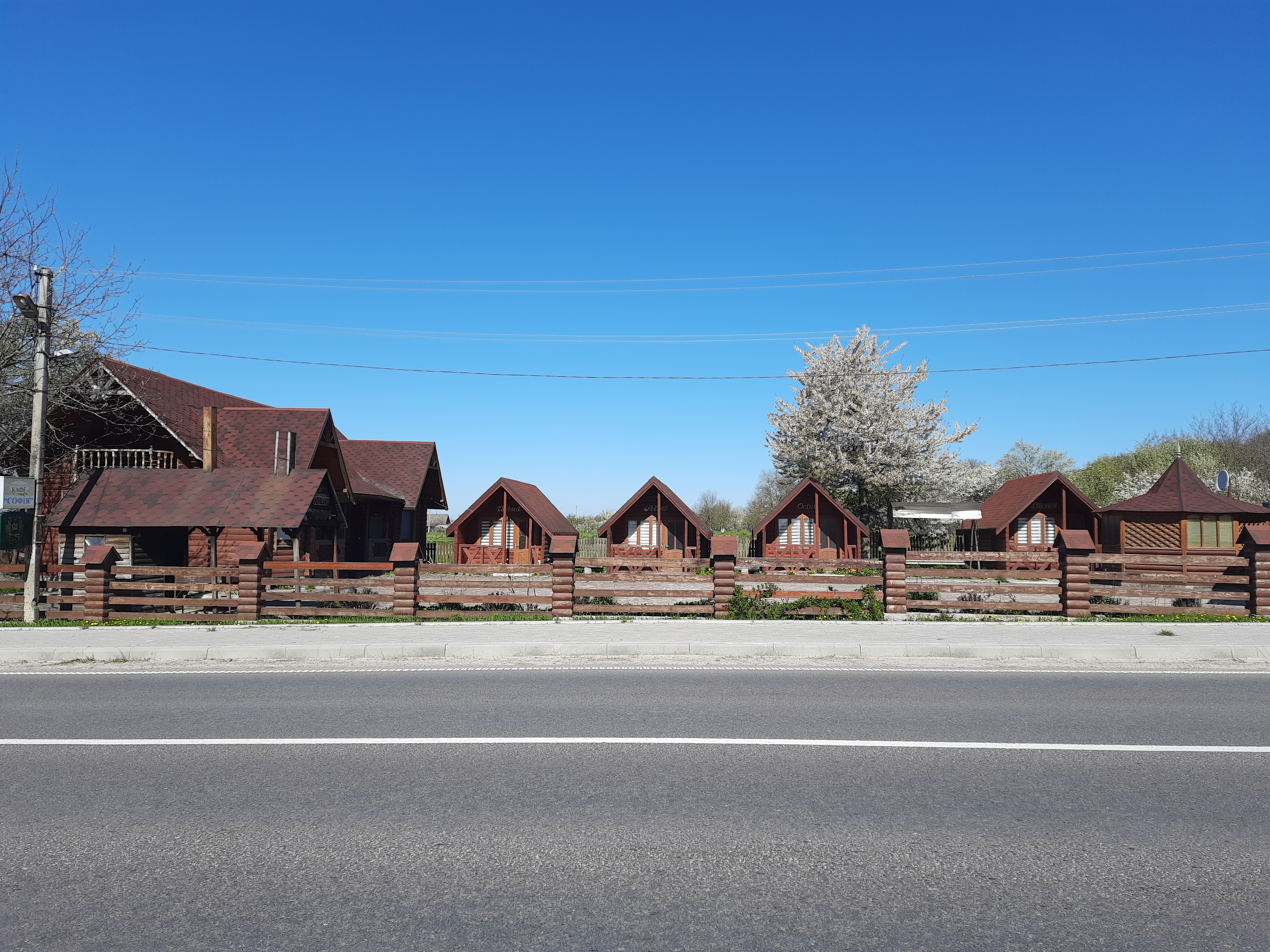
Придорожня база відпочинку